# Нестрам
Нѐстрам или Нѐсрам (на гръцки: Νεστόριο, Несторио, катаревуса: Νεστόριον, Несторион, до 1928 година Άγιος Νέστωρ, Агиос Нестор, до 1926 година Νεστράμι, Нестрами) е село в Егейска Македония, Гърция, център на едноименния дем Нестрам (Несторио), област Западна Македония.

## География
Селото се намира в областта Нестрамкол на 24 километра югозападно от Костур, в полите на планината Горуша (на гръцки Войо), на 931 m между ридовете Йенешево и Митрови Кощи. Край него тече река Белица, десен приток на Бистрица, която днес в Гърция е схващана като начало на Бистрица.
Селото се дели на две махали – Горнени и Долнени или Горен Нестрам и Долен Нестрам (на гръцки Άνω Νεστόριο, Ано Несторио и Κάτω Νεστόριο, Като Несторио). Долнени се намира на самата река Бистрица и е по-голямата махала, а в Горнени до Балканските войни са разположени кметството и полицейският участък, а в гръцко време – демархия Нестрам и в нея традиционно става съботният пазар. Централният площад на Долнени днес носи името на Александрос Папатерпос, а този в Горнени на Хараламбос Пальобеис (1896 – 1979).

## История
Над селото на платото Градот има останки от крепостни стени, жилищни постройки и водна канализация. Местното население смятало, че те принадлежат на Самуиловия пълководец Несторица, с чието име е свързана друга легенда за произхода на името Нестрам.
В селото са откривани неолитки находки, като каменни сечива, както и древномакедонски археологически находки – статуи, части от надписи, бронзови предмети. В местността Свети Георги има раннохристиянски погребения.
Местната легенда твърди, че името Нестрам произлиза от дошлите в селото след Беласишкото сражение ослепени Самуилови войници, които просели „без срам“. Според Христофор Тзавелла Василий II лично разрешил общината да издържа семействата на ослепените войници. Друга легенда гласи, че жителите на селото се изправяли срещу турците и казвали „нем стра“ (νέμστρα), немам страх, откъдето и дошло името Нестрам. Свещеник Златко Каратанасов от Бобища цитира предания, според които обсадителите турци викали на обсадените в Нестрамската крепост „Предайте се“, а те отговаряли „Срам!“, а турците викали „Не е срам“, откъдето дошло Нестрам.
Според нестрамеца Кирил Радев селото преди османската епоха било малко. В XVIII век то започнало да се увеличава от селяни прииждащи от селцата Студена вода, Митрови къщи, Крушовец, бягащи от зулумите на Али паша Янински. Обединени за отпор на мюсюлманските албански банди, селяните повдигали духа си като си казвали „Нем стра“, тоест Немам страх, откъдето дошло Нестрам.

### В Османската империя
В XV век в Несрам са отбелязани поименно 127 глави на домакинства. В османските данъчни регистри от средата на XV век Нестрам е споменато с 67 глави на семейства Папа Владо, Йорг, Никола, Згур, Яно, Тодор, Петро, Михал, Алекса, Йорг, Петро, Мано, Тонке, Хирос, Дабижив, Леко, Стефан, Димо, Райко, Алекса, Яно, Никола, Стайо, Папа Васил, Мано, Владо, Янаки, Стайо, Йорг, Алекса, Дидое, Райко, Мано, Михо, Анастас, Яно, Мано, Стамат, Михо, Манол, Йорг, Коста, Стайко, Михо, Гоне, Мано, Кулб, Богдан, Димо, Стайо, Зайко, Койо, Никола, Никола, Андронико, Йорг, Толо, Рад(е), Стайко, Милчо, Русин, Балабан, Васил, Никола, Михал, Димо и Гин, шестима неженени и три вдовици Мара, Мара и Илина. Общият приход за империята от селото е 3963 акчета.
В 1791 година някои от жителите на Нестрам, заедно с Омотско и съседните Слимница и Орешец се изселват в Брацигово поради притеснения от страна на албанското население. От Долни Нестрам произлиза брациговският род Тодовичини, а от Горни Нестрам – Дишлянови.
Според Боривое Милоевич в началото на XIX век Горната и Долната махала на Нестрам имат по 50 къщи. Около тях има четири селца с по 15-20 къщи: Орешец, Стана вода, югоизточно от Марково кале, Слабишча и Ричичане, южно от Нестрам на другия бряг на Белица. Четирите села се изселват в Нестрам от притиск от албанските банди на Али паша Янински.
В края на XIX век Нестрам е голямо чисто българско село. Александър Синве („Les Grecs de l’Empire Ottoman. Etude Statistique et Ethnographique“), който се основава на гръцки данни, в 1878 година пише, че в Нестрам (Nestram) живеят 1800 гърци. В „Етнография на вилаетите Адрианопол, Монастир и Салоника“, издадена в Константинопол в 1878 година и отразяваща статистиката на населението от 1873 година, Нестрем (Nestrême) е посочено като село с 400 домакинства с 1250 жители българи, а Горни Нестрем (Gorneï-Nestrême) с 200 домакинства и 730 жители българи. Според статистиката на Васил Кънчов („Македония. Етнография и статистика“) в 1900 година Несрамъ (Нестрамъ) има 2700 жители българи. Кирил Радев пише, че в 1900 година селото „наброява 970 двукатни и трикатни къщи, покривите на които са каменни плочи. В него живеят около 4800 българи“.
На Етнографската карта на Битолския вилает на Картографския институт в София от 1901 година Горно Нестрам е чисто българско село в Костурската каза на Корчанския санджак със 180 къщи, а Долно Нестрам също чисто българско с 225 къщи.
На етническата карта на Костурското братство в София от 1940 година, към 1912 година Горно и Долно Нестрамъ са обозначени като български селища.

### Български просветни и революционни борби
В края на XIX век в Нестрам е открито българско училище. В него в учебната 1883/1884 година преподава учителят Коев от Стара Загора.
В периода 1896 – 1900 година селото приема върховенството на Българската екзархия. По данни на секретаря на екзархията Димитър Мишев („La Macédoine et sa Population Chrétienne“) в 1905 година в Горно Нестрам има 1240 българи екзархисти и 200 българи патриаршисти, а в Долно Нестрам 1400 българи екзархисти и 200 българи патриаршисти. И в двете махали функционира по едно българско шесткласно училище. Издръжката на училищата е поето от българската община, а не от Екзархията. Училището в Долнени е на Пеленката, близо до Белица, и е в двуетажна сграда с по няколко стаи на етаж. Училището в Горнени е на пазара в голяма масивна сграда с четири класни и една учителска стая. И двете сгради са построени от българската община. Училищата са смесени и в началото на XX век в тях учат по 30-35 момчета и момичета годишно. Учебните програми и учебниците са от Княжеството, а предметите, които се изучават са писане, четене, смятане, естествознание, история, пеене и гимнастика.
В Нестрам преподава учителят Ризов, възпитаник на Солунската гимназия. В началото на ΧΧ век в Горнени учители са Живко от Хрупища и Атанас Костов Гемов от Нестрам.
По време на Илинденско-Преображенското въстание, след Сражението при Апоскеп на 16 - 17 (29 - 30) август 1903 година, четата на Васил Чекаларов се съединява в Манякския орман с Костенарийската чета и заедно влизат в Нестрам на 1 септември. Към четата се присъединяват местният учител Христо Капитанчето и нестрамецът Пандо Ризов. Четата опожарява къщата на гъркоманския лидер Коста Сребрен и дюкяна на Мельо Д. Качаунов. Убити са и Павльо Палябегов и един турчин от Желегоже. След изгарянето на трите гъркомански къщи, от Костур пристигат 200 войници. Четниците откриват огън и войниците се разпръсват.
След въстанието дейците на ВМОРО правят опит да реорганизират селото. През юли 1904 година районната чета на Нестрамкол, начело с Никола Добролитски, влиза в Нестрам. При опит да се изведе от къщата му чорбаджията Марко Аргиров е застрелян четникът Йото Бурмашлиев от Четирок. Чорбаджиите молят властта за установяване на постоянен гарнизон в Нестрам и селото си остава не реорганизирано.
Гръцка статистика от 1905 година представя селото като изцяло гръцко – с 1800 жители. Костурският патриаршески митрополит Герман Каравангелис определя Нестрам като
| „ | седалище на фанатични българи. | “ |

След Младотурската революция в 1908/1909 година за учител и директор на училището в Горнени е назначен деецът на ВМОРО Георги Христов от Хрупища. Христов отваря училището в празната самостоятелна къща на изселника в Ксанти Мелецов. Помощник му става Г. Каролиев от Старичани. Дейният Христов дава силен тласък на българщината в Нестрам и в 1911 година гръцкият митрополит е изхвърлен от Горнени по време на служба. Българите в Долнени получават по-хубава църква и властта им построява здание за училище. Поп Яни в Долнени с цялата си енория признава Екзархията. В 1910/1911 година Христов учителства в Горнени и успява да получи от властта за училище сградата на бившия мюдюрлук.
В 1909 година в Нестрам има 300 български екзархийски къщи и 140 гъркомански, като гъркоманите държат черквите и училището. Лидери на гъркоманската партия са Коста Сребрен (Κώστας Στρέβρενος) в Долната махала и Дзиндзи в Горната. Други гръцки дейци са Христо Хаджиев (Χρήστος Χατζής), Харис Попов (Χαρίσιος Παπαδόπουλος) и Марко Поптърпов (Μάρκος Παπατέρπος).
Според Георгиос Панайотидис, учител в Цотилската гимназия, в 1910 година в Нестрам (Νεστράμιον) има около 300 „българофонски“ семейства. В селото има гръцки мъжки и девически училища с 2 учителки, 4 учители и около 250 ученици. Българското училище, затворено от властите в 1906 година е отворено отново след Младотурската революция в 1908 година, като спроед Панайотидис числото на учениците в него не надвишава 30. И трите църкви в селото са в ръцете на гърците.
Според Георги Константинов Бистрицки Горно и Долно Нестрам преди Балканската война има 480 български къщи, а според Георги Христов и три куцовлашки.
По време на Балканската война в 1912 година 20 души от Нестрам се включват като доброволци в Македоно-одринското опълчение.

### Поминък
В миналото традиционният занаят на местните жители е било строителството, което ги е отвеждало в различни части на Османската империя - Солун, Атина, Цариград, Пловдив, Кавала, Драма, Сяр и в Мала Азия. По-рядко строителни бригади от Нестрам са намирали работа в Милано, Виена, Дубровник, Будапеща и други.
Нестрамските строители използвали свой собствен жаргон, различен в лексикално отношение от местния диалект. Той бил формиран и усъвършенстван по време на техните странствания в чужбина и наричан майсторски език. Един от примерите за този таен език дава в спомените си Кирил Радев:
| „ | Мое вилат. На аламанико къмбите са скършени. Как гизко ки се кили. Литаите векот у опнатите...", което означава: „Мълчете, на турчина краката са вече посечени. Като куче ще се търкаля. Но вие лъжете пред войската и полицията... | “ |

### В Гърция
През войната селото е окупирано от гръцки части и остава в Гърция след Междусъюзническата война. Гръцките войски арестуват цялото население на селото и заставят всеки да подпише декларация, че е грък. Методи Попов от Нестрам разказва: 
| „ | Въпреки че нашият край беше освободен от българските чети, гърците туриха ръка на всичко. Заграбиха всички черкви и училища. В нашето село имахме много добри, високо образовани български учители, които ни направиха фанатици-българи. | “ |

В периода 1914 – 1919 година 63, а след 1919 година 27 жители на Нестрам се изселват по официален път в България. Боривое Милоевич пише в 1921 година („Южна Македония“), че Несрам има 455 къщи славяни християни и 10 къщи власи християни. В 1926 година селото е прекръстено на Несторион. В селото са заселени малко гърци бежанци от Турция - преброяването от 1928 година регистрира 8.
В 1930 година видният костурски зограф Атанасиос Панайоту твори за малкия параклис „Свети Архангел Михаил“ в Горнени, украсявайки го с изключителни икони.
През Втората световна война селото е център на комунистическа съпротива и германските окупационни части на два пъти през 1942 и 1943 година го изгарят до основи. На 2 май 1943 година селото е нападнато от андартска чета, а по-късно в същата година е обстрелвано с артилерия от италиански части. По време на Гражданската война селото е едно от последните огнища на комунистическа съпротива. Войните и последвалата масова емиграция зад океана в Австралия и САЩ и Канада намаляват населението на Нестрам.
От 1978 година в селото край река Белица се провежда фестивалът „Ривър парти“.
| Име             | Име          | Ново име     | Ново име     | Описание                                                                               |
| --------------- | ------------ | ------------ | ------------ | -------------------------------------------------------------------------------------- |
| Дзава           | Τζάβα        | Анилио       | Ανήλιο       |                                                                                        |
| Личотерска река | Λιτσιτέρι    | Гаргаро Рема | Γάργαρο Ρέμα | река в Грамос, ЮИ от Нестрам, минаваща край Личотер                                    |
| Купанче         | Κουπάντσε    | Скафиди      | Σκαφίδι      | връх в Горуша (1170 m), ЮЗ от Нестрам                                                  |
| Просеник        | Προσενίκ     | Проситон     | Προσιτόν     | връх в Горуша (1022 m), ЮИ от Нестрам                                                  |
| Кодросец        | Κοντρεσέτς   | Кондари      | Κοντάρι      | връх в Горуша (1012 m), Ю от Нестрам                                                   |
| Досница         | Ντοσνὶτς     | Аморема      | Αμμόρεμα     | река извираща от Гълъмбица, СЗ от Нестрам с друго име Кленика                          |
| Волче           | Βόλτσε       | Ликорахи     | Λυκοράχη     | връх в Гълъмбица, СЗ от Нестрам                                                        |
| Чарши           | Τσαρσί       | Калитея      | Καλλιθέα     | местност в Гълъмбица, СЗ от Нестрам                                                    |
| Елинца          | Ἐλίντσα      | Елафи        | Ἐλάφι        | връх в Гълъмбица (1469 m), СЗ от Нестрам                                               |
| Слабища         | Σλάμπιστα    | Лянорема     | Λιανόρεμα    | река СИ от Нестрам, ляв приток на Стенската река                                       |
| Брателец        | Μπρατέλετς   | Дидимон      | Δίδυμον      | връх в Гълъмбица, С над Горно Нестрам                                                  |
| Бабин дол       | Μπαπιντόλ    | Кондорема    | Κοντόρεμα    | река, извираща от Горуша, Ю от Нестрам, десен приток на Бистрица                       |
| Петре Пелени    | Πετρὲ Πελένι | Петрино      | Πετρινό      | връх в Гълъмбица (1323 m), СЗ от Нестрам                                               |
| Генесово        | Γενέσοβο     | Каминия      | Καμίνια      | местност ЮЗ от Нестрам, по десния бряг на Бистрица (Белица), под връх Лимерия (1415 m) |
| Суткос          | Σοῦτκος      | Сидендрон    | Σύδενδρον    | връх в Горуша (1203 m), ЮЗ от Нестрам                                                  |
| Требешово       | Τρεμπέσοβο   | Хлоерон      | Χλοερόν      | местност СИ от Нестрам, по левия бряг на Бистрица (Белица)                             |

| Година    | 1913 | 1920 | 1928 | 1940 | 1951 | 1961 | 1971 | 1981 | 1991 | 2001 | 2011 | 2021 |
| --------- | ---- | ---- | ---- | ---- | ---- | ---- | ---- | ---- | ---- | ---- | ---- | ---- |
| Население | 2731 | 1979 | 1888 | 2677 | 1787 | 1332 | 1143 | 1140 | 1158 | 954  | 865  | 683  |

През есента на 2021 година в Нестрам е открит Музей на ДАГ–ЕАМ–ЕЛАС.

## Личности
В Нестрам  са родени редица видни български дейци, сред които най-известни са българските революционери Евстатий Шкорнов (1873 - 1935), Александър Трифонов, Григор Гемов (1888 - 1958) и други. От Нестрам са и румънският есеист и преводач от гръцки език Андреас Радос (1938 - 2019), северномакедонската художничка Кераца Висулчева (1911 - 2004), гръцкият политик Христос Госльопулос (р. 1956) и други.